# ابوالفضل سلیمانی
ابوالفضل سلیمانی (زادهٔ ۲۰ فروردین ۱۳۸۰ در ساری) بازیکن فوتبال اهل ایران است که در پست مدافع برای باشگاه فوتبال استقلال خوزستان در لیگ برتر خلیج فارس بازی می‌کند.

## افتخارات

### باشگاهی

#### پرسپولیس
- لیگ برتر خلیج فارس
  - قهرمان (۲): ۱۴۰۰–۱۳۹۹، ۱۴۰۲–۱۴۰۱
  - نایب‌قهرمان (۱): ۱۴۰۱–۱۴۰۰
- سوپر جام ایران
  - قهرمان (۲): ۱۳۹۹، ۱۴۰۲
  - نایب‌قهرمان (۱): ۱۴۰۰
- جام حذفی ایران
  - قهرمان (۱): ۱۴۰۲–۱۴۰۱

## سوابق باشگاهی
ابوالفضل سلیمانی در سال ۱۴۰۲ به تیم فوتبال پرسپولیس پیوست و زیر نظر یحیی گل‌محمدی مشغول به بازی بود و چند بازی برای این تیم انجام داد سپس در فصل جدید لیگ برتر خلیج فارس به باشگاه فوتبال آلمینیوم اراک پیوست و در این تیم مشغول به بازی است.